# Nokere Koerse 2008
La Nokere Koerse 2008, sessantatreesima edizione della corsa, valida come evento dell'UCI Europe Tour 2008 categoria 1.1, si svolse il 19 marzo 2008 per un percorso di 196,9 km. Fu vinta dal belga Wouter Weylandt, che giunse al traguardo in 4h51'20", alla media di 40,759 km/h.
Dei 191 ciclisti alla partenza furono in 104 a tagliare il traguardo.

## Ordine d'arrivo (Top 10)
| Pos. | Corridore         | Squadra         | Tempo    |
| ---- | ----------------- | --------------- | -------- |
| 1    | Wouter Weylandt   | QuickStep       | 4h51'20" |
| 2    | Jürgen Roelandts  | Silence         | s.t.     |
| 3    | André Greipel     | Columbia        | s.t.     |
| 4    | Bobbie Traksel    | P3 Transfer     | s.t.     |
| 5    | Sjef De Wilde     | Willems Cont.   | s.t.     |
| 6    | Jaŭhen Hutarovič  | F. des Jeux     | s.t.     |
| 7    | Niko Eeckhout     | Topsport Vl.    | s.t.     |
| 8    | Fabien Bacquet    | Skil-Shimano    | s.t.     |
| 9    | Frédéric Amorison | Landbouwkrediet | s.t.     |
| 10   | Dennis Pohl       | 3C-Lamonta      | s.t.     |